# Юренєв Петро Петрович
Юренєв Петро Петрович (4 лютого 1874 — 1943, за іншими даними — 1946) — інженер, кадет, депутат 2-ї Думи.
Під час навчання у Санкт-Петербурзькому інституті інженерів шляхів сполучення (закінчив 1897) брав участь у студентському рухові. Працював інженером-будівельником по прокладці залізниць. У 1903 призначений управляючим Новозибківської дистанції залізничних під'їзних шляхів.
З 1906 р. член Конституційно-демократичної партії, у 1911 р. кооптований до складу її ЦК; займав у партії ліві позиції. У 1907 обраний депутатом 2-ї Думи від Чернігівської губернії. Після розпуску Думи — член Московської міської управи, завідував її технічним відділом. Голова Залізничного відділу Московського технічного товариства. Керував проектуванням метро у Москві. У 1930-х цей був проект використаний при будівництві 1-ї лінії Московського метрополітену.
У липні-серпні 1917 — міністр шляхів Тимчасового уряду Росії. У роки громадянської війни керівник Одеської організації «Национального центра». Голова Спілки міст при Добрармії (1919). Згодом у еміграції у Югославії, Чехословаччині та Франції.